# جسه راث
جسه راث (به انگلیسی: Jesse Rath)(زاده ۱۱ فوریه ۱۹۸۹) بازیگر کانادایی است.
از بهترین فیلم‌هایی که وی در آن نقش داشته است می‌توان به سریال سوپرگرل نقش برینیاک5 (برینی یا کورل داکس)،دیفاینس، اساسین کریلد اشاره کرد.
میگان رات خواهر اوست.
او خود طرفدار DC است.